# 孙家湾街道
孙家湾街道，是中华人民共和国辽宁省阜新市太平区下辖的一个乡镇级行政单位。

## 行政区划
孙家湾街道下辖以下地区：
矿山社区、东山社区和矸子山社区。

## 重大事故
- 辽宁孙家湾矿难：2005年2月14日，阜新市的辽宁省阜新矿业（集团）有限责任公司孙家湾煤矿海州立井发生的一起特别重大瓦斯爆炸事故，共造成214人死亡，30人重伤，直接经济损失4968.9万元。